# Nullsoft Scriptable Install System
Nullsoft Scriptable Install System eller NSIS är ett fritt installationsprogram för Windows och POSIX.